# 윤하, 일본을 담다
윤하, 일본을 담다는 2010년 4월 9일부터 5월 14일까지 대한민국의 케이블 TV인 채널T에서 방송된 일본 관광 정보 프로그램이다. 가수 윤하가 단독 MC를 맡아 진행했다.

## 방송내용
1. 시부야(타워레코드, 디즈니씨)
2. 아사쿠사, 하라주쿠(키즈랜드, 오모테산도), 하코네Ⅰ
3. 하코네Ⅱ
4. 도쿄
5. 난바(도톤보리,유니버셜스튜디오재팬)
6. 텐포잔, 가이유칸, 난바파크스